# Please Please Me (nummer)
Please Please Me is een nummer van The Beatles van hun gelijknamige debuutalbum. Het nummer werd in 1963 ook op single uitgebracht en bereikte de eerste plaats in de Engelse hitlijsten. Hiermee was Please Please Me de eerste nummer 1-hit van The Beatles. Please Please Me was ook de eerste single van The Beatles die in de Verenigde Staten werd uitgebracht. Daar was deze single in eerste instantie minder succesvol dan in Engeland. Het nummer is geschreven door John Lennon met wellicht enige hulp van Paul McCartney.

## Achtergrond
Hoewel Please Please Me als een Lennon-McCartney-nummer bekendstaat, beweert Lennon dat het idee voor het lied van hem kwam. Hierbij werd hij naar eigen zeggen geïnspireerd door Roy Orbison en Bing Crosby: "I remember the day I wrote it, I heard Roy Orbison doing Only the Lonely or something. And I was also always intrigued by the words to a Bing Crosby song that went, 'Please lend a little ear to my pleas'. The double use of the word 'please'. So it was a combination of Roy Orbison and Bing Crosby". Ook volgens McCartney was Please Please Me origineel als een langzaam, blues-achtig nummer in de stijl van Roy Orbison bedoeld.

## Opnamen
Op 4 september 1962 waren The Beatles in de Abbey Road Studios in Londen om hun eerste single, Love Me Do, op te nemen. Die dag repeteerden The Beatles ook Please Please Me en speelden ze de langzame versie van het nummer. Hierbij speelde George Harrison de openingsmelodie op zijn gitaar, de melodie die John Lennon later op mondharmonica zou spelen. Deze melodie herhaalde hij gedurende het hele nummer, iets waar de aanwezige producent Ron Richards niet van gecharmeerd was. Hij droeg Harrison op om deze melodie op slechts een beperkt aantal momenten in het nummer te spelen.
Op 11 september namen The Beatles een onbekend aantal versies van Please Please Me op. Op dat moment was Please Please Me nog steeds een langzaam nummer. Producer George Martin vond deze Please Please Me op dat moment echter te langzaam en saai om als tweede single te gebruiken en oordeelde dat het nummer opgepept diende te worden. Martin adviseerde The Beatles om het tempo van het nummer te verhogen en om enkele vocale harmonieën toe te voegen. Volgens Martin was het nummer te goed om definitief af te schrijven en konden ze het beter op een later tijdstip nogmaals proberen op te nemen.
Toen The Beatles op 26 november terugkeerden in de studio hadden ze Please Please Me aangepast volgens de eisen van George Martin. Die dag speelden The Beatles 18 takes van Please Please Me. Welke take uiteindelijk gebruikt is op de single en de lp is niet bekend. Het mondharmonicaspel van Lennon werd later aan de opname toegevoegd omdat Lennon niet tegelijkertijd kon gitaar spelen, zingen en mondharmonica spelen. Aan het einde van de sessie op 26 november was George Martin tevreden met de kwaliteit van het nummer. Hij feliciteerde The Beatles hiermee en zei tegen hen, "You've just made your first number one".

## Verschijning
Op 1 januari 1963 werd Please Please Me uitgebracht als de tweede single van The Beatles met Ask Me Why op de B-kant. In vergelijking met hun voorgaande single, Love Me Do, was Please Please Me een veel groter succes en bereikte wel de hoogste regionen van de Britse hitlijsten. Please Please Me staat bekend als de eerste nummer 1-hit van The Beatles, maar niet in alle Britse hitlijsten haalde dit nummer de eerste plaats. In de toonaangevende UK Singles Chart bijvoorbeeld haalde het nummer slechts de tweede plaats. In de hitlijsten van Melody Maker, New Musical Express en Disc haalde Please Please Me wel de eerste plaats.
Op 25 februari 1963 werd Please Please Me als eerste Beatles-single in de Verenigde Staten uitgebracht. Capitol Records, de Amerikaanse tak van EMI, was echter niet geïnteresseerd in het nummer. Platenmaatschappij Vee-Jay was wel geïnteresseerd in Please Please Me en bracht deze op 25 februari uit op single. Er werden echter maar weinig exemplaren van de single verkocht en Please Please Me haalde dan de Amerikaanse hitlijsten ook niet.
Na het succes van I Want to Hold Your Hand in de Verenigde Staten besloot Vee-Jay om Please Please Me nogmaals uit te brengen op 30 januari 1964, ditmaal met From Me to You op de B-kant. Nu haalde Please Please Me wel de Amerikaanse hitlijsten. De single bereikte de derde plaats van de Billboard Hot 100, achter de andere Beatles-singles I Want To Hold Your Hand en She Loves You.

## NPO Radio 2 Top 2000
| Nummer met noteringen in de NPO Radio 2 Top 2000 | '99  | '00 | '01  | '02  | '03 | '04  | '05-'06 | '07  |
| ------------------------------------------------ | ---- | --- | ---- | ---- | --- | ---- | ------- | ---- |
| Please Please Me                                 | 1319 | -   | 1920 | 1609 | -   | 1832 | -       | 1989 |

1. ↑  Een '-' betekent dat het nummer niet was genoteerd en een vetgedrukt getal geeft de hoogste notering aan.
2. ↑  Deze tabel is bijgewerkt tot en met de laatste editie (2024).